# Scuola di Mantova

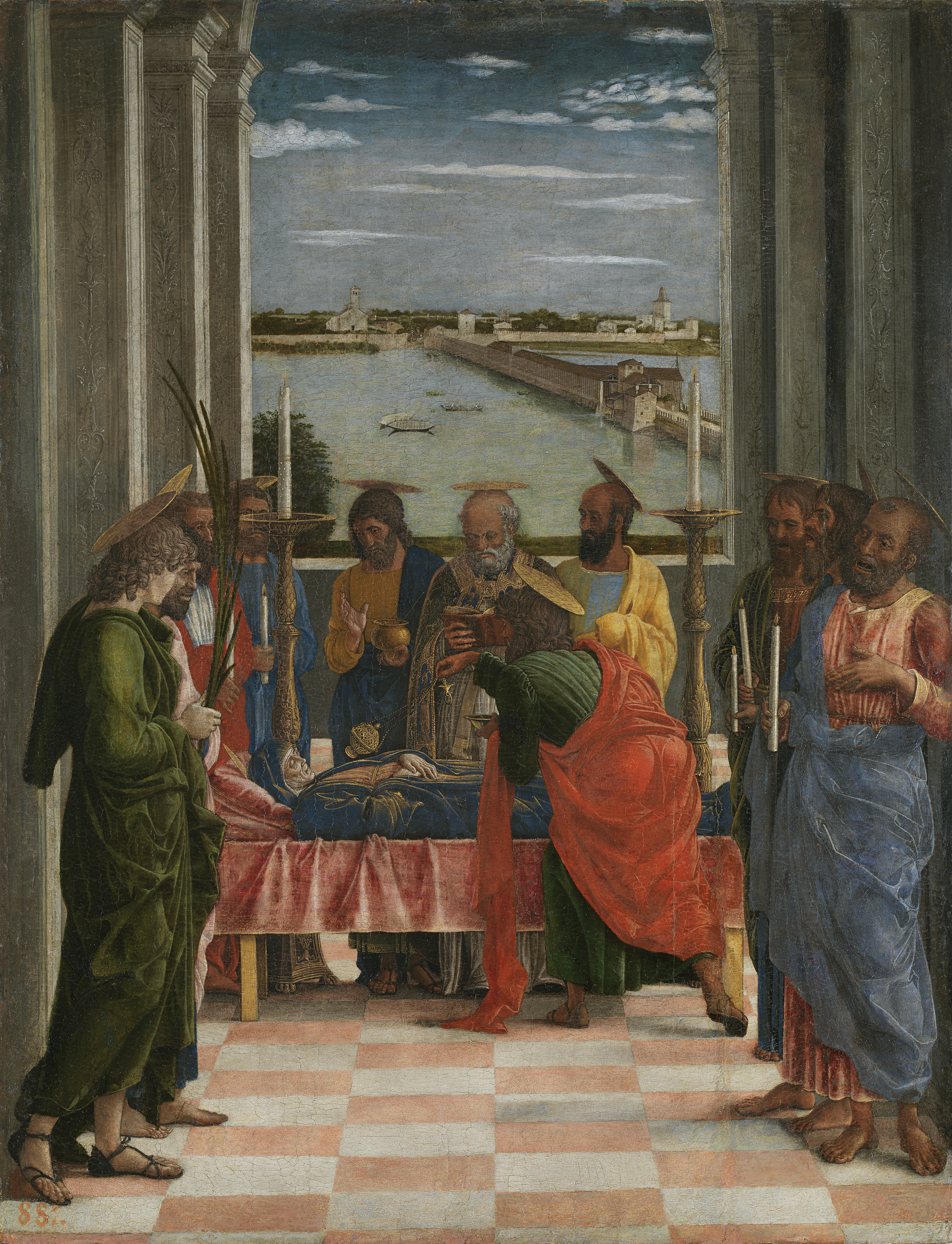
Andrea Mantegna, Morte della Vergine, Mantova, 1462 ca.

La Scuola di Mantova è una delle scuole italiane di pittura del Rinascimento che fiorì a Mantova e i cui protagonisti furono:
- Andrea Mantegna e i suoi figli Ludovico Mantegna e Francesco Mantegna
- Lorenzo Costa
- Giovan Francesco Caroto
- Cherubino Bonsignori
- Girolamo Bonsignori (Fra Monsignori)
- Giulio Romano
- Francesco Primaticcio
- Benedetto Pagni
- Fermo Ghisoni da Caravaggio (1505 - 1575)
- Rinaldo Jacovetti
- Rinaldo Mantovano
- Teodoro Ghisi
- Ippolito Andreasi